# Zwitserland op de Olympische Winterspelen 2018
Zwitserland was een van de deelnemende landen aan de Olympische Winterspelen 2018 in Pyeongchang, Zuid-Korea.

## Medailleoverzicht
| Sport          | Olympiër                 | Onderdeel                | Medaille |
| -------------- | ------------------------ | ------------------------ | -------- |
| Alpineskiën    | Michelle Gisin           | combinatie (v)           | Goud     |
| Alpineskiën    | Landenteam               | landenwedstrijd          | Goud     |
| Freestyleskiën | Sarah Höfflin            | slopestyle (v)           | Goud     |
| Langlaufen     | Dario Cologna            | 15 km vrije stijl (m)    | Goud     |
| Snowboarden    | Nevin Galmarini          | parallelreuzenslalom (m) | Goud     |
| Alpineskiën    | Beat Feuz                | super g (m)              | Zilver   |
| Alpineskiën    | Ramon Zenhäusern         | slalom (m)               | Zilver   |
| Alpineskiën    | Wendy Holdener           | slalom (v)               | Zilver   |
| Curling        | Jenny Perret Martin Rios | gemengddubbel            | Zilver   |
| Freestyleskiën | Marc Bischofberger       | skicross (m)             | Zilver   |
| Freestyleskiën | Mathilde Gremaud         | slopestyle (v)           | Zilver   |
| Alpineskiën    | Beat Feuz                | afdaling (m)             | Brons    |
| Alpineskiën    | Wendy Holdener           | combinatie (v)           | Brons    |
| Curling        | Landenteam               | mannen                   | Brons    |
| Freestyleskiën | Fanny Smith              | skicross (v)             | Brons    |

## Deelnemers en resultaten
(m) = mannen, (v) = vrouwen 

### Alpineskiën
| Olympiër                                                                 | Onderdeel        | Resultaat | Prestatie                                                                 |
| ------------------------------------------------------------------------ | ---------------- | --------- | ------------------------------------------------------------------------- |
| Luca Aerni                                                               | combinatie (m)   | 11e       | afdaling: 1.21,34 (25e) slalom: 48,18 (11e) totaal: 2.09,52 (+3,00)       |
| Luca Aerni                                                               | reuzenslalom (m) | 19e       | 1e run: 1.11,40 (26e) 2e run: 1.10,22 (7e) totaal: 2.21,62 (+3,58)        |
| Luca Aerni                                                               | slalom (m)       | DNF       | 1e run: niet gefinisht                                                    |
| Gino Caviezel                                                            | reuzenslalom (m) | 15e       | 1e run: 1.09,99 (13e) 2e run: 1.11,26 (24e) totaal: 2.21,25 (+3,21)       |
| Mauro Caviezel                                                           | combinatie (m)   | 12e       | afdaling: 1.20,47 (11e) slalom: 49,13 (18e) totaal: 2.09,60 (+3,08)       |
| Mauro Caviezel                                                           | afdaling (m)     | 13e       | 1.41,86 (+1,61)                                                           |
| Mauro Caviezel                                                           | super g (m)      | DNF       | niet gefinisht                                                            |
| Beat Feuz                                                                | afdaling (m)     | Brons     | 1.40,43 (+0,18)                                                           |
| Beat Feuz                                                                | super g (m)      | Zilver    | 1.24,57 (+0,13)                                                           |
| Marc Gisin                                                               | afdaling (m)     | 21e       | 1.42,82 (+2,57)                                                           |
| Carlo Janka                                                              | combinatie (m)   | 15e       | afdaling: 1.20,58 (14e) slalom: 49,22 (20e) totaal: 2.09,80 (+3,28)       |
| Loic Meillard                                                            | reuzenslalom (m) | 9e        | 1e run: 1.09,77 (12e) 2e run: 1.10,68 (17e) totaal: 2.20,45 (+2,41)       |
| Loic Meillard                                                            | slalom (m)       | 14e       | 1.40,32 (+1,33) (49,63 (19e) + 50,69 (3e))                                |
| Justin Murisier                                                          | combinatie (m)   | DNF       | afdaling: 1.21,58 (30e) slalom: niet gefinisht                            |
| Justin Murisier                                                          | reuzenslalom (m) | DNF-1     | 1e run: niet gefinisht                                                    |
| Gilles Roulin                                                            | afdaling (m)     | 33e       | 1.43,88 (+3,63)                                                           |
| Gilles Roulin                                                            | super g (m)      | 21e       | 1.26,20 (+1,76)                                                           |
| Thomas Tumler                                                            | super g (m)      | 26e       | 1.26,52 (+2,08)                                                           |
| Daniel Yule                                                              | slalom (m)       | 8e        | 1.40,12 (+1,13) (48,88 (11e) + 51,24 (13e))                               |
| Ramon Zenhäusern                                                         | slalom (m)       | Zilver    | 1.39,33 (+0,34) (48,66 (9e) + 50,67 (2e))                                 |
|                                                                          |                  |           |                                                                           |
| Denise Feierabend                                                        | combinatie (v)   | 9e        | afdaling: 1.43,04 (17e) slalom: 40,90 (5e) totaal: 2.23,94 (+3,04)        |
| Denise Feierabend                                                        | slalom (v)       | 14e       | 1e run: 51,93 (24e) 2e run: 49,80 (6e) totaal: 1.41,73 (+3,10)            |
| Jasmine Flury                                                            | afdaling (v)     | DNF       | niet gefinisht                                                            |
| Jasmine Flury                                                            | super g (v)      | 27e       | 1.23,30 (+2,19)                                                           |
| Michelle Gisin                                                           | combinatie (v)   | Goud      | afdaling: 1.40,14 (3e) slalom: 40,76 (4e) totaal: 2.20,90                 |
| Michelle Gisin                                                           | afdaling (v)     | 8e        | 1.40,55 (+1,33)                                                           |
| Michelle Gisin                                                           | slalom (v)       | 16e       | 1e run: 51,43 (18e) 2e run: 50,42 (12e) totaal: 1.41,85 (+3,22)           |
| Michelle Gisin                                                           | super g (v)      | 9e        | 1.21,57 (+0,46)                                                           |
| Lara Gut                                                                 | afdaling (v)     | DNF       | niet gefinisht                                                            |
| Lara Gut                                                                 | reuzenslalom (v) | DNF       | 1e run: niet gefinisht                                                    |
| Lara Gut                                                                 | super g (v)      | 4e        | 1.21,23 (+0,12)                                                           |
| Wendy Holdener                                                           | combinatie (v)   |           | afdaling: 1.42,11 (10e) slalom: 40,23 (1e) totaal: 2.22,34 (+1,44)        |
| Wendy Holdener                                                           | reuzenslalom (v) | 9e        | 1e run: 1.11,92 (13e) 2e run: 1.09,35 (6e) totaal: 2.21,27 (+1,25)        |
| Wendy Holdener                                                           | slalom (v)       | Zilver    | 1e run: 48,89 (1e) 2e run: 49,79 (5e) totaal: 1.38,68 (+0,05)             |
| Corinne Suter                                                            | afdaling (v)     | 6e        | 1.40,29 (+1,07)                                                           |
| Corinne Suter                                                            | super g (v)      | 17e       | 1.22,24 (+1,13)                                                           |
| Simone Wild                                                              | reuzenslalom (v) | 28e       | 1e run: 1.13,52 (22e) 2e run: 1.13,23 (33e) totaal: 2.26,75 (+6,73)       |
|                                                                          |                  |           |                                                                           |
| Denise Feierabend Wendy Holdener Luca Aerni Daniel Yule Ramon Zenhäusern | landenwedstrijd  | Goud      | 1/8F: 4-0 Hongarije KF: 2-2 Duitsland HF: 3-1 Frankrijk F: 3-1 Oostenrijk |

### Biatlon
| Olympiër                                                    | Onderdeel          | Resultaat | Prestatie |
| ----------------------------------------------------------- | ------------------ | --------- | --- |
| Mario Dolder                                                | individueel (m)    | 49e       | 52.46,5 (+4.42,7) pen.: 3 (0 + 1 + 0 + 2)                                                                      |
| Mario Dolder                                                | sprint (m)         | 64e       | 25.54,8 (+2.16,0) pen.: 5 (3 + 2)                                                                              |
| Jeremy Finello                                              | individueel (m)    | 47e       | 52.37,5 (+4.33,7) pen.: 3 (0 + 1 + 0 + 2)                                                                      |
| Jeremy Finello                                              | sprint (m)         | 63e       | 25.54,7 (+2.15,9) pen.: 3 (2 + 1)                                                                              |
| Benjamin Weger                                              | individueel (m)    | 6e        | 48.52,4 (+48,6) pen.: 1 (1 + 0 + 0 + 0)                                                                        |
| Benjamin Weger                                              | sprint (m)         | 15e       | 24.15,5 (+36,7) pen.: 1 (0 + 1)                                                                                |
| Benjamin Weger                                              | achtervolging (m)  | 6e        | 33.54,8 (+1.03,1) pen.: 2 (1 + 0 + 0 + 1)                                                                      |
| Benjamin Weger                                              | massastart (m)     | 27e       | 38.10,5 (+2.23,2) pen.: 5 (2 + 2 + 1 + 0)                                                                      |
| Serafin Wiestner                                            | sprint (m)         | 9e        | 24.02,3 (+23,5) pen.: 1 (0 + 1)                                                                                |
| Serafin Wiestner                                            | achtervolging (m)  | 28e       | 36.37,0 (+3.45,3) pen.: 6 (0 + 1 + 3 + 2)                                                                      |
| Serafin Wiestner                                            | massastart (m)     | 24e       | 38.00,9 (+2.13,6) pen.: 3 (2 + 1 + 0 + 0)                                                                      |
| Serafin Wiestner Benjamin Weger Jeremy Finello Mario Dolder | estafette (m)      | 15e       | 21.30,0 / 2+3 0+3 19.17,2 / 0+3 0+2 20.22,6 / 0+2 0+3 21.56,3 / 0+0 3+3 totaal: 1:23.06,1 / 2+8 3+11 (+7.49,6) |
|                                                             |                    |           | |
| Irene Cadurisch                                             | sprint (v)         | 8e        | 21.51,7 (+45,5) pen.: 1 (1 + 0)                                                                                |
| Irene Cadurisch                                             | achtervolging (v)  | 16e       | 32.52,8 (+2.17,5) pen.: 4 (0 + 0 + 3 + 1)                                                                      |
| Irene Cadurisch                                             | massastart (v)     | 28e       | 39.44,7 (2+1 1+0) (+4.21,7)                                                                                    |
| Elisa Gasparin                                              | individueel (v)    | 8e        | 43.22,4 (+2.15,2) pen.: 1 (1 + 0 + 0 + 0)                                                                      |
| Elisa Gasparin                                              | sprint (v)         | 31e       | 22.52,4 (+1.46,2) pen.: 2 (0 + 2)                                                                              |
| Elisa Gasparin                                              | achtervolging (v)  | 35e       | 34.11,2 (+3.35,9) pen.: 5 (2 + 2 + 1 + 0)                                                                      |
| Elisa Gasparin                                              | massastart (v)     | 27e       | 39.21,0 (0+2 1+2) (+3.58,0)                                                                                    |
| Selina Gasparin                                             | individueel (v)    | 65e       | 48.07,4 (+7.00,2) pen.: 5 (1 + 0 + 2 + 2)                                                                      |
| Selina Gasparin                                             | sprint (v)         | 41e       | 23.18,4 (+2.12,2) pen.: 4 (3 + 1)                                                                              |
| Selina Gasparin                                             | achtervolging (v)  | 39e       | 34.40,2 (+4.04,9) pen.: 5 (2 + 2 + 1 + 0)                                                                      |
| Lena Häcki                                                  | individueel (v)    | 34e       | 45.22,5 (+4.15,3) pen.: 4 (1 + 2 + 1 + 0)                                                                      |
| Lena Häcki                                                  | sprint (v)         | 26e       | 22.39,7 (+1.33,5) pen.: 3 (1 + 2)                                                                              |
| Lena Häcki                                                  | achtervolging (v)  | 8e        | 32.16,8 (+1.41,5) pen.: 3 (1 + 1 + 1 + 0)                                                                      |
| Lena Häcki                                                  | massastart (v)     | 23e       | 38.22,3 (1+2 0+1) (+2.59,3)                                                                                    |
| Elisa Gasparin Lena Häcki Selina Gasparin Irene Cadurisch   | estafette (v)      | 6e        | 17.32,8 / 0+1 0+0 18.15,5 / 0+3 0+2 18.56,7 / 0+2 0+3 17.32,8 / 0+2 0+3 totaal: 1:12.46,9 / 0+8 0+8 (+43,5)    |
|                                                             |                    |           | |
| Elisa Gasparin Lena Häcki Benjamin Weger Serafin Wiestner   | gemengde estafette | 13e       | 16.48,1 / 0+1 0+3 17.21,8 / 1+3 0+2 18.02,7 / 0+1 0+0 19.18,8 / 0+1 0+2 totaal: 1:11.31,4 / 1+6 0+7 (+2.57,1)  |

### Bobsleeën
| Olympiër                                                | Onderdeel       | Resultaat | Prestatie                               |
| ------------------------------------------------------- | --------------- | --------- | --------------------------------------- |
| Clemens Bracher Michael Kuonen                          | tweemansbob (m) | 16e       | 3.18,83 (49,73 / 49,90 / 49,64 / 49,56) |
| Rico Peter Simon Friedli                                | tweemansbob (m) | 11e       | 3.18,26 (49,72 / 49,53 / 48,52 / 49,49) |
| Clemens Bracher Alain Knuser Martin Meier Fabio Badraun | viermansbob (m) | 14e       | 3.17,91 (49,06 / 49,54 / 49,59 / 49,72) |
| Rico Peter Thomas Amrhein Simon Friedli Michael Kuonen  | viermansbob (m) | 4e        | 3.16,59 (49,05 / 49,16 / 48,87 / 49,51) |
|                                                         |                 |           |                                         |
| Sabina Hafner Rahel Rebsamen                            | tweemansbob (v) | 9e        | 3.24,30 (50,86 / 51,16 / 51,07 / 51,21) |

### Curling
| Olympiër                                                                               | Onderdeel     | Resultaat | Prestatie |
| -------------------------------------------------------------------------------------- | ------------- | --------- | --- |
| Peter de Cruz Dominik Märki Claudio Pätz Benoît Schwarz Valentin Tanner                | mannen        | Brons     | groepsfase 5 - 6 Groot-Brittannië 4 - 7 Italië 9 - 7 Denemarken 6 - 5 Japan 7 - 5 Noorwegen 8 - 6 Canada 10 - 3 Zweden 7 - 8 Zuid-Korea 4 - 8 Verenigde Staten beslissingswedstrijd: 9 - 5 Groot-Brittannië halve finale: 3 -9 Zweden finale: 7 - 5 Canada |
|                                                                                        |               |           | |
| Marlene Albrecht Esther Neuenschwander Jenny Perret Manuela Siegrist Silvana Tirinzoni | vrouwen       | 7e        | groepsfase 2 - 7 China 6 - 5 Verenigde Staten 5 - 7 Zuid-Korea 7 - 8 Zweden 8 - 10 Canada 11 - 2 Olympische atleten uit Rusland 7 - 8 Groot-Brittannië 6 - 4 Denemarken 8 - 4 Japan                                                                        |
|                                                                                        |               |           | |
| Jenny Perret Martin Rios                                                               | gemengddubbel | Zilver    | groepsfase 7 - 5 China 7 - 6 Finland 9 - 4 Verenigde Staten 5 - 6 Noorwegen 2 - 7 Canada 6 - 4 Zuid-Korea 9 - 8 Olympische atleten uit Rusland halve finale 7 - 5 Olympische atleten uit Rusland finale: 3 - 10 Canada                                     |

### Freestyleskiën
| Olympiër           | Onderdeel      | Resultaat    | Prestatie                                                                                                 |
| ------------------ | -------------- | ------------ | --- |
| Mischa Gasser      | aerials (m)    | 11e          | kwalificatie 1: 113.72 pnt (14e) kwalificatie 2: 113.72 - 121.72 pnt (6e) finale 1: 99.12 pnt             |
| Nicolas Gygax      | aerials (m)    | kwalificatie | kwalificatie 1: 88.29 pnt (20e) kwalificatie 2: 88.29 - 88.92 pnt (17e)                                   |
| Dimitri Isler      | aerials (m)    | 12e          | kwalificatie 1: 123.98 pnt (7e) kwalificatie 2: 123.98 - 88.94 pnt (3e) finale 1: 97.79 pnt               |
| Noe Roth           | aerials (m)    | kwalificatie | kwalificatie 1: 116.06 pnt (13e) kwalificatie 2: 116.06 - 116.64 pnt (10e)                                |
| Robin Briguet      | halfpipe (m)   | kwalificatie | kwalificatie: 23.00 - 29.40 pnt (25e)                                                                     |
| Joel Gisler        | halfpipe (m)   | kwalificatie | kwalificatie: 59.80 - 9.80 pnt (18e)                                                                      |
| Rafael Kreienbühl  | halfpipe (m)   | kwalificatie | kwalificatie: 55.20 - 22.20 pnt (19e)                                                                     |
| Marc Bischofberger | skicross (m)   | Zilver       | plaatsingsronde: 1.09,99 (+1,25); 9e 1/8F, serie 4: 2e KF, serie 1: 2e HF, serie 1: 2e F: 2e              |
| Alex Fiva          | skicross (m)   | KF           | plaatsingsronde: 1.08,74; 1e 1/8F, serie 1: 1e KF, serie 1: niet gefinisht                                |
| Jonas Lenherr      | skicross (m)   | KF           | plaatsingsronde: 1.10,12; (+1,38); 13e 1/8F, serie 2: 1e KF, serie 2: 4e                                  |
| Armin Niederer     | skicross (m)   | 5e           | plaatsingsronde: 1.09,46 (+0,72); 4e 1/8F, serie 4: 1e KF, serie 2: 1e HF, serie 1: 3e kleine finale: 1e  |
| Elias Ambühl       | slopestyle (m) | 9e           | kwalificatie: 89.60 - 67.40 pnt (9e) finale: 18.80 - 71.60 - 73.20 pnt                                    |
| Fabian Bösch       | slopestyle (m) | kwalificatie | kwalificatie: 8.20 - 55.00 pnt (24e)                                                                      |
| Jonas Hunziker     | slopestyle (m) | 10e          | kwalificatie: 85.80 - 64.80 pnt (12e) finale: 5.20 - 66.20 - 46.40 pnt                                    |
| Andri Ragettli     | slopestyle (m) | 7e           | kwalificatie: 95.00 - 27.40 pnt (2e) finale: 85.80 - 73.20 - 65.40 pnt                                    |
|                    |                |              | |
| Deborah Scanzio    | moguls (v)     | kwalificatie | kwalificatie 1: 66.38 pnt (21e) kwalificatie 2: 66.38 - 69.02 (11e)                                       |
| Priscillia Annen   | skicross (v)   | 1/8F         | plaatsingsronde: 2.30,03 (+1.16,92); 23e 1/8F, serie 7: 3e                                                |
| Talina Gantenbein  | skicross (v)   | KF           | plaatsingsronde: 1.15,97 (+2,72); 16e 1/8F, serie 1: 2e KF, serie 1: 3e                                   |
| Sanna Lüdi         | skicross (v)   | 7e           | plaatsingsronde: 1.15,13 (+2,02); 10e 1/8F, serie 7: 2e KF, serie 4: 2e HF, serie 2: 3e kleine finale: 3e |
| Fanny Smith        | skicross (v)   | Brons        | plaatsingsronde: 1.13,90 (+0,79); 5e 1/8F, serie 3: 1e KF, serie 2: 1e HF, serie 1: 2e F: 3e              |
| Mathilde Gremaud   | slopestyle (v) | Zilver       | kwalificatie: 85.40 - 71.60 pnt (5e) finale: 88.00 - 29.40 - 29.40 pnt                                    |
| Sarah Höfflin      | slopestyle (v) | Goud         | 83.00 - 21.20 pnt (7e) finale: 83.80 - 27.80 - 91.20 pnt                                                  |

### Kunstrijden
| Olympiër        | Onderdeel | Resultaat | Prestatie                                    |
| --------------- | --------- | --------- | -------------------------------------------- |
| Alexia Paganini | vrouwen   | 21e       | 156.26 (korte kür: 55.26, vrije kür: 101.00) |

### Langlaufen
| Olympiër                                                                         | Onderdeel             | Resultaat | Prestatie                                                              |
| -------------------------------------------------------------------------------- | --------------------- | --------- | ---------------------------------------------------------------------- |
| Jonas Baumann                                                                    | 30 km skiatlon (m)    | 39e       | 1:20.13,4 (+3.53,4)                                                    |
| Dario Cologna                                                                    | 15 km vrije stijl (m) | Goud      | 33.43,9                                                                |
| Dario Cologna                                                                    | 30 km skiatlon (m)    | 6e        | 1:16.45,1 (+25,1)                                                      |
| Dario Cologna                                                                    | 50 km klassiek (m)    | 9e        | 2:12.43,2 (+4.21,1)                                                    |
| Roman Furger                                                                     | 15 km vrije stijl (m) | 12e       | 34.56,3 (+1.12,4)                                                      |
| Jovan Hediger                                                                    | sprint (m)            | 19e       | kwalificatie: 3.15,86 (+7,32) (17e) KF-3: 4e (+5,80)                   |
| Erwan Käser                                                                      | sprint (m)            | 50e       | kwalificatie: 3.22,48 (+13,94)                                         |
| Toni Livers                                                                      | 15 km vrije stijl (m) | 34e       | 36.14,5 (+2.30,6)                                                      |
| Toni Livers                                                                      | 30 km skiatlon (m)    | 40e       | 1:20.13,4 (+3.53,4)                                                    |
| Candide Pralong                                                                  | 15 km vrije stijl (m) | 50e       | 36.47,7 (+3.03,8)                                                      |
| Candide Pralong                                                                  | 30 km skiatlon (m)    | 31e       | 1:19.15,6 (+2.55,6)                                                    |
| Candide Pralong                                                                  | 50 km klassiek (m)    | 31e       | 2:28.41,5 (+10.19,4)                                                   |
| Üli Schnider                                                                     | sprint (m)            | 39e       | kwalificatie: 3.19,47 (+10,93)                                         |
| Üli Schnider                                                                     | 50 km klassiek (m)    | 45e       | 2:23.17,3 (+14.55,2)                                                   |
| Dario Cologna Roman Furger                                                       | teamsprint (m)        | HF        | halve finale 2: 16.10,52 (+6,55); 6e                                   |
| Jonas Baumann Dario Cologna Toni Livers Roman Furger                             | estafette (m)         | 11e       | 26.43,7 24.55,6 23.08,9 23.13,2 totaal: 1:38.01,4 (+4.56,5)            |
|                                                                                  |                       |           |                                                                        |
| Nadine Faehndrich                                                                | sprint (v)            | 20e       | kwalificatie: 3.19,42 (+10,68) (20e) KF-3: 4e (+3,74)                  |
| Nadine Faehndrich                                                                | 15 km skiatlon (v)    | 27e       | 43.50,4 (+3.05,5)                                                      |
| Laurien van der Graaff                                                           | sprint (v)            | 10e       | kwalificatie: 3.19,62 (+10,88) (21e) KF-5: 2e (+0,37) HF-2: 5e (+5,53) |
| Lydia Hiernickel                                                                 | 10 km vrije stijl (v) | 49e       | 28.33,4 (+3.32,9)                                                      |
| Nathalie von Siebenthal                                                          | 10 km vrije stijl (v) | 6e        | 25.50,3 (+49,8)                                                        |
| Nathalie von Siebenthal                                                          | 15 km skiatlon (v)    | 6e        | 41.02,5 (+17,6)                                                        |
| Nathalie von Siebenthal                                                          | 30 km klassiek (v)    | 22e       | 1:31.27,9 (+9.10,3)                                                    |
| Nadine Faehndrich Laurien van der Graaff                                         | teamsprint (v)        | 4e        | halve finale 1: 16.39,83 (+6,55); 2e finale: 16.17,79 (+21,32)         |
| Laurien van der Graaff Nadine Fähndrich Nathalie von Siebenthal Lydia Hiernickel | estafette (v)         | 7e        | 13.59,9 13.46,8 12.22,4 13.06,7 totaal: 53.15,8 (+1.51,5)              |

### Noordse combinatie
| Olympiër | Onderdeel                | Resultaat | Prestatie                                                                                            |
| -------- | ------------------------ | --------- | --- |
| Tim Hug  | gundersen normale schans | 27e       | schansspringen: 90.9 pnt (97,0 m); 26e (+2,39) langlaufen: 24.59,4 (25e) totaal: 27.38,4 (+2.47,0)   |
| Tim Hug  | gundersen grote schans   | 24e       | schansspringen: 104.6 pnt (117,5 m); 27e (+2,17) langlaufen: 24.23,5 (30e) totaal: 26.40,5 (+2.48,0) |

### Rodelen
| Olympiër       | Onderdeel | Resultaat | Prestatie                                                            |
| -------------- | --------- | --------- | -------------------------------------------------------------------- |
| Martina Kocher | vrouwen   | 11e       | 3.06,893 (46,837 (17e) / 46,657 (15e) / 46,638 (11e) / 46,761 (10e)) |

### Schaatsen
| Olympiër     | Onderdeel      | Resultaat    | Prestatie                                    |
| ------------ | -------------- | ------------ | -------------------------------------------- |
| Livio Wenger | 1500 m (m)     | 25e          | 1.47,76 (+3,75)                              |
| Livio Wenger | 5000 m (m)     | 17e          | 6.24,16 (+14,40)                             |
| Livio Wenger | massastart (m) | 4e           | HF-2: 5 pnt; 7e (8.17,17) finale: 11 pnt; 4e |
|              |                |              |                                              |
| Ramona Härdi | massastart (v) | halve finale | HF-1: 0 pnt; 12e (4 ronden; 2.49,59)         |

### Schansspringen
| Olympiër           | Onderdeel          | Resultaat | Prestatie                                                                                              |
| ------------------ | ------------------ | --------- | --- |
| Simon Ammann       | normale schans (m) | 11e       | kwalificatie: 122.3 pnt (102,0 m); 10e finale: 236.6 pnt (119.4 (105,0 m); 11e - 117.2 (104,5 m); 10e) |
| Simon Ammann       | grote schans (m)   | 13e       | kwalificatie: 122.6 pnt (140,0 m); 10e finale: 256.6 pnt (131.6 (133,5 m); 10e - 125.0 (130,5 m); 13e) |
| Gregor Deschwanden | normale schans (m) | 29e       | kwalificatie: 92.3 pnt (89,5 m); 43e finale: 185.3 pnt (100.1 (99,5 m); 28e - 85.2 (91,5 m); 29e)      |
| Gregor Deschwanden | grote schans (m)   | 36e       | kwalificatie: 103.5 pnt (128,0 m); 24e finale: 105.8 (123,0 m); 36e                                    |

### Skeleton
| Olympiër         | Onderdeel | Resultaat | Prestatie                               |
| ---------------- | --------- | --------- | --------------------------------------- |
| Marina Gilardoni | vrouwen   | 11e       | 3.29,43 (52,34 / 52,35 / 52,28 / 52,46) |

### Snowboarden
| Olympiër         | Onderdeel                | Resultaat     | Prestatie |
| ---------------- | ------------------------ | ------------- | --- |
| Jonas Bösiger    | big air (m)              | 8e            | kwalificatie, serie 2: 96.00 - 35.25 (2e) finale: 118.25 (77.50 - JNS - 40.75)                                                                                       |
| Jonas Bösiger    | slopestyle (m)           | kwalificatie  | kwalificatie, serie 2: 18.68 - 58.26' pnt (9e) |
| Nicolas Huber    | big air (m)              | kwalificatie  | kwalificatie, serie 1: 76.75 - 44.50 (13e) |
| Nicolas Huber    | slopestyle (m)           | Kkwalificatie | kwalificatie, serie 2: 34.25 - 36.90 pnt (16e) |
| Michael Schearer | big air (m)              | 6e            | kwalificatie, serie 1: 87.00 - 44.00 (5e) finale: 140.75 (JNS - 62.25 - 78.50)                                                                                       |
| Michael Schearer | slopestyle (m)           | kwalificatie  | kwalificatie, serie 1: 37.61 - 27.01 (14e) |
| Mortiz Thoenen   | slopestyle (m)           | kwalificatie  | kwalificatie, serie 1: 19.53 - 23.55 (16e) |
| Elias Allenspach | halfpipe (m)             | kwalificatie  | kwalificatie: 23.75 - 25.50 pnt (27e) |
| Patrick Burgener | halfpipe (m)             | 5e            | kwalificatie: 82.00 - 50.25 pnt (9e) finale: 84.00 - 51.00 - 89.75 pnt                                                                                               |
| Jan Scherrer     | halfpipe (m)             | 9e            | kwalificatie: 84.00 - 16.00 pnt (6e) finale: 31.25 -80.50 - 70.75 pnt                                                                                                |
| Dario Caviezel   | parallelreuzenslalom (m) | kwalificatie  | kwalificatie: 1.26,39 (43,69 + 42,70); 22e |
| Kaspar Flütsch   | parallelreuzenslalom (m) | kwalificatie  | kwalificatie: 1.26,26 (43,10 + 43,16); 21e |
| Nevin Galmarini  | parallelreuzenslalom (m) | Goud          | kwalificatie: 1.24,78 (41,73 + 43,05); 1e 1/8F: won van SLO Tim Mastnak KF: won van ITA Roland Fischnaller HF: won van FRA Sylvain Dufour F: won van KOR Lee Sang-ho |
| Kalle Koblet     | snowboardcross (m)       | KF            | plaatsingsronde: 1.14,25 (9e) 1/8F, serie 2: 3e KF, serie 1: niet gefinisht                                                                                          |
| Jérôme Lymann    | snowboardcross (m)       | KF            | plaatsingsronde: 1.14,77 (21e) 1/8F, serie 3: 1e KF, serie 2: 4e |
|                  |                          |               | |
| Sina Candrian    | big air (v)              | 5e            | kwalificatie: 31.75 - 86.00 pnt (8e) finale: 140.25 pnt (JNS - 76.25 - 64.00)                                                                                        |
| Sina Candrian    | slopestyle (v)           | 7e            | 66.35 - 39.80 pnt |
| Isabel Derungs   | big air (v)              | kwalificatie  | kwalificatie: 54.00 - 59.25 pnt (22e) |
| Isabel Derungs   | slopestyle (v)           | 18e           | 39.66 - 31.98 pnt |
| Elena Könz       | big air (v)              | kwalificatie  | kwalificatie: 62.00 - 65.75 pnt (18e) |
| Elena Könz       | slopestyle (v)           | 10e           | 17.28 - 59.00 pnt |
| Carla Somaini    | big air (v)              | kwalificatie  | kwalificatie: 70.75 - 24.75 pnt (15e) |
| Carla Somaini    | slopestyle (v)           | 20e           | 36.71 - 23.08 pnt |
| Verena Rohrer    | halfpipe (v)             | kwalificatie  | kwalificatie: 16.50 - 55.00 pnt (14e) |
| Ladina Jenny     | parallelreuzenslalom (v) | 1/8F          | kwalificatie: 1.33,19 (46,96 + 46,23); 12e 1/8F: verloor van GER Ramona Th. Hofmeister                                                                               |
| Patrizia Kummer  | parallelreuzenslalom (v) | 1/8F          | kwalificatie: 1.33,59 (47,00 + 46,59); 16e 1/8F: verloor van CZE Ester Ledecká                                                                                       |
| Stefanie Müller  | parallelreuzenslalom (v) | kwalificatie  | kwalificatie: 1.35,99 (48,79 + 46,80); 23e |
| Julie Zogg       | parallelreuzenslalom (v) | KF            | kwalificatie: 1.32,89 (45,70 + 47,19); 7e 1/8F: verloor van POL Aleksandra Król KF: verloor van OAR Alena Zavarzina                                                  |
| Lara Casanova    | skicross (v)             | 1/8F          | kwalificatie: 1.22,26 - DNS (21e) 1/8F, serie 2: e |
| Alexandra Hasler | skicross (v)             | 1/8F          | kwalificatie: 1.20,87 - 1.20,49 (16e) 1/8F, serie 1: 5e |
| Simona Meiler    | skicross (v)             | 1/8F          | kwalificatie: 1.18,95 (7e) 1/8F, serie 4: 6e |

### IJshockey
| Olympiër | Onderdeel | Resultaat | Prestatie |
| --- | --------- | --------- | --- |
| Cody Almond Andres Ambuhl Eric Blum Simon Bodenmann Felicien du Bois Enzo Corvi Raphael Diaz Philippe Furrer Patrick Geering Leonardo Genoni Gaetan Haas Fabrice Herzog Jonas Hiller Gregory Hofmann Denis Hollenstein Simon Moser Romain Löffel Vincent Praplan Thomas Rufenacht Reto Schäppi Tristan Scherwey Dominik Schlumpf Pius Suter Tobias Stephan Ramon Untersander | mannen    | 10e       | groep A 1 - 5 Canada 8 - 0 Zuid-Korea 1 - 4 Tsjechië play-off: 1 - 2 Duitsland |
| |           |           | |
| Janine Alder Tess Allemann Livia Altmann Laura Benz Sara Benz Andrea Brandli Nicole Bullo Sarah Forster Nicole Gass Christine Meier Alina Muller Evelina Raselli Lisa Rüdi Dominique Rügg Florence Schelling Shannon Sigrist Lara Stalder Phoebe Stänz Isabel Waidacher Monika Waidacher Nina Waidacher Stefanie Wetli Sabrina Zollinger                                     | vrouwen   | 5e        | groep B: 8 - 0 Zuid-Korea 3 - 1 Japan 2 - 1 Zweden kwartfinale: 2 - 6 Olympische atleten uit Rusland plaatsingwedstrijden 5-8: 2 - 0 Zuid-Korea plaatsingwedstrijd 5-6: 1 - 0 Japan |